# Heweliuszbrunnen
Der Heweliuszbrunnen in Danzig ist ein Wasserspiel, das 2014 in der Danziger Altstadt aufgestellt wurde. Er befindet sich an der ulica Rajska nördlich der großen Mühle.

## Beschreibung
Der Brunnen, der an den Danziger Astronomen und Bürgermeister der Altstadt Johannes Hevelius (1611–1687, polnisch: Jan Heweliusz) erinnert, besteht einerseits aus einer rechteckigen, ca. 3 × 7 Meter großen Grundfläche, auf der drei große oben unterbrochene Metallringe senkrecht aufgestellt sind. Diese Metallringe haben jeweils im mittleren und unteren Bereich auf jeder Seite vier Düsen (insgesamt 48), aus denen feine Wasserstrahlen versprüht werden. Zudem verfügen sie im oberen Bereich jeweils über eine starke Düse, deren Wasserstrahl vom gegenüberliegenden Ende des Ringes zerstäubt wird. Zwischen den Ringen und auch seitlich von ihnen befinden sich weitere Düsen, die Fontänen unterschiedlicher Höhe erzeugen. Außerhalb der eigentlichen Grundfläche befinden sich an den beiden Längsseiten des Brunnens jeweils vier weitere Düsen, die Wasser bogenförmig in die Mitte des Brunnens ausspeien. Zum anderen befindet sich südlich der Grundfläche, durch einen etwa 1,50 Meter breiten Weg von dem eigentlichen Wasserspiel getrennt, eine schwarze Mauer, aus der kaskadenartig Wasser in eine Auffangvorrichtung herabstürzt. Auf der zur Großen Mühle hinzeigenden Seite der Mauer ist eine Tafel mit dem folgenden Zitat aus Hevelius’ Werk Selenographia angebracht: 

„Wasser, diese flüssige Materie, hat nichts Festes in sich.“

 Dieses Zitat ist in insgesamt sechs Sprachen (polnisch, Latein, englisch, deutsch, russisch und spanisch) auf der Tafel zu lesen. Bei Dunkelheit wird das Wasserspiel beleuchtet.

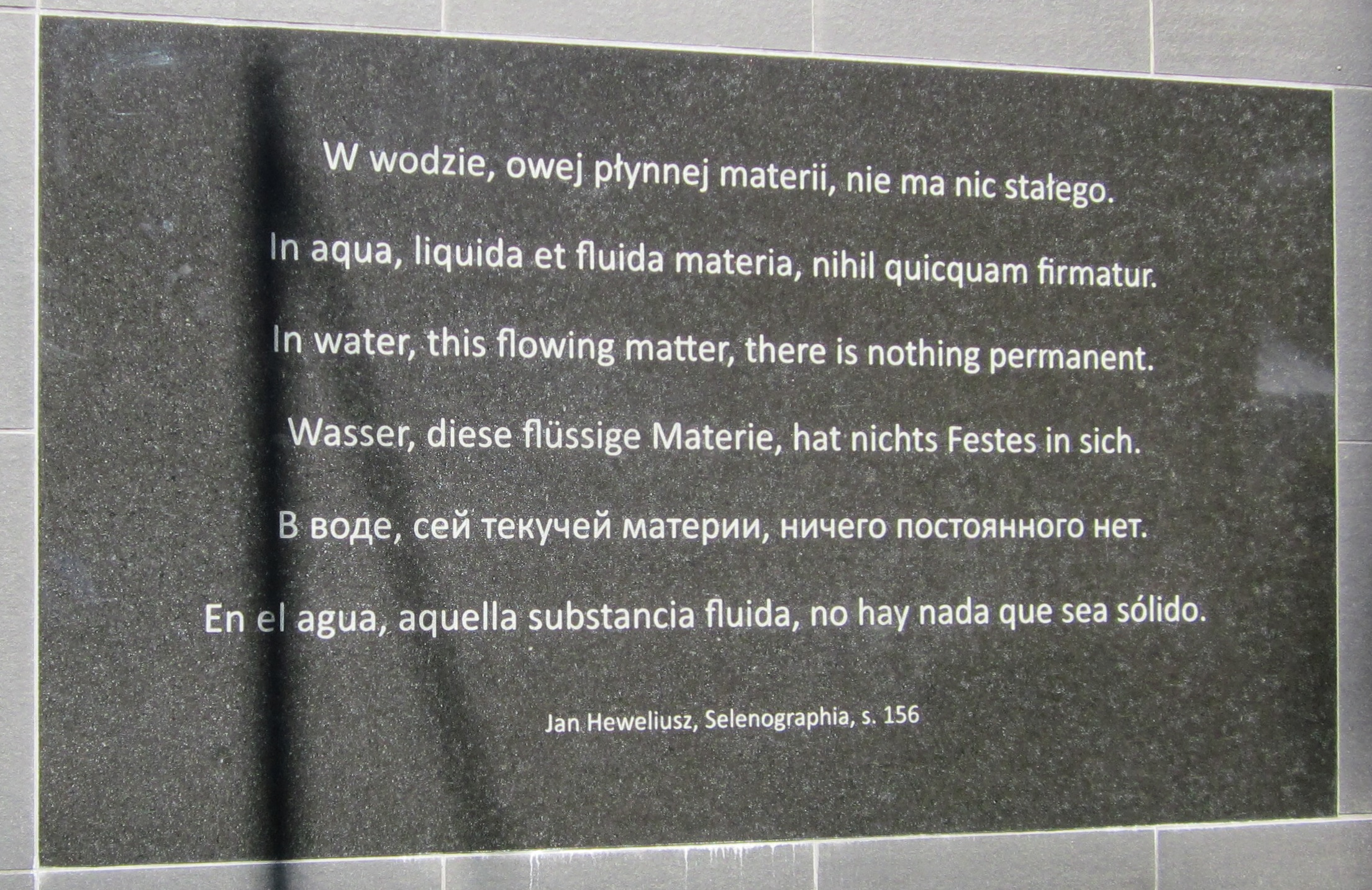
Rückseite der Wasserwand mit Zitat aus Hevelius’ Werk Selenographia.

Die Planung für den Heweliuszbrunnen, der aus Anlass des Abschlusses der Sanierung der Danziger Wasser- und Abwasserinfrastruktur errichtet wurde, stammt von dem Danziger Architekten Roland Kwaśny, dessen Entwurf aus einem Wettbewerb als Sieger hervorgegangen war. Der Brunnen wurde von April bis Juli 2014 errichtet und kostete zwei Millionen Złoty (= ca. 470.000 €), die von der Danziger Wasserwirtschaft aufgebracht wurden.